# NGC 3573
NGC 3573 é uma galáxia espiral (S0-a) localizada na direcção da constelação de Centaurus. Possui uma declinação de -36° 52' 32" e uma ascensão recta de 11 horas, 11 minutos e 18,1 segundos.
A galáxia NGC 3573 foi descoberta em 20 de Abril de 1835 por John Herschel.